# Бургкмайр, Ханс
Ханс Бургкмайр, Бургкмайр Старший (нем. Hans Burgkmair der Ältere; 1473, Аугсбург — 1531, Аугсбург) — немецкий художник эпохи Северного Возрождения: рисовальщик, живописец, скульптор и гравёр по дереву, сверстник Дюрера и Кранаха. Ученик мастера швабской школы Мартина Шонгауэра в Кольмаре. Его сын, Ханс Бургкмайр Младший также стал художником.

## Жизнь и творчество
Ханс Бургкмайр родился в 1473 году в Аугсбурге, Бавария, в семье потомственных художников. Начальное обучение прошёл у отца, известного в Аугсбурге гравёра Томана Бургкмайра (1444—1523). С 1488 по 1490 год Бургкмайр проходил обучение в Кольмаре в Эльзасе у Мартина Шонгауэра. С 1491 года некоторое время работал у аугсбургского типографа Эрхарда Ратдольта в качестве гравёра по дереву. 3 июля 1498 года он женился на Анне Аллерлей, дочери скорняка Йорга Аллерлея. 29 марта 1498 года был принят мастером в гильдию аугсбургских живописцев, стекольщиков, резчиков и ювелиров (Zunft der Augsburger Maler, Glaser, Bildschnitzer und Goldschlager). В Аугсбургском рейхстаге в 1500 году он получил свои первые заказы от королевского двора, а затем и императора Максимилиана I, который вскоре оценил его и в 1516 году наградил личным гербом.

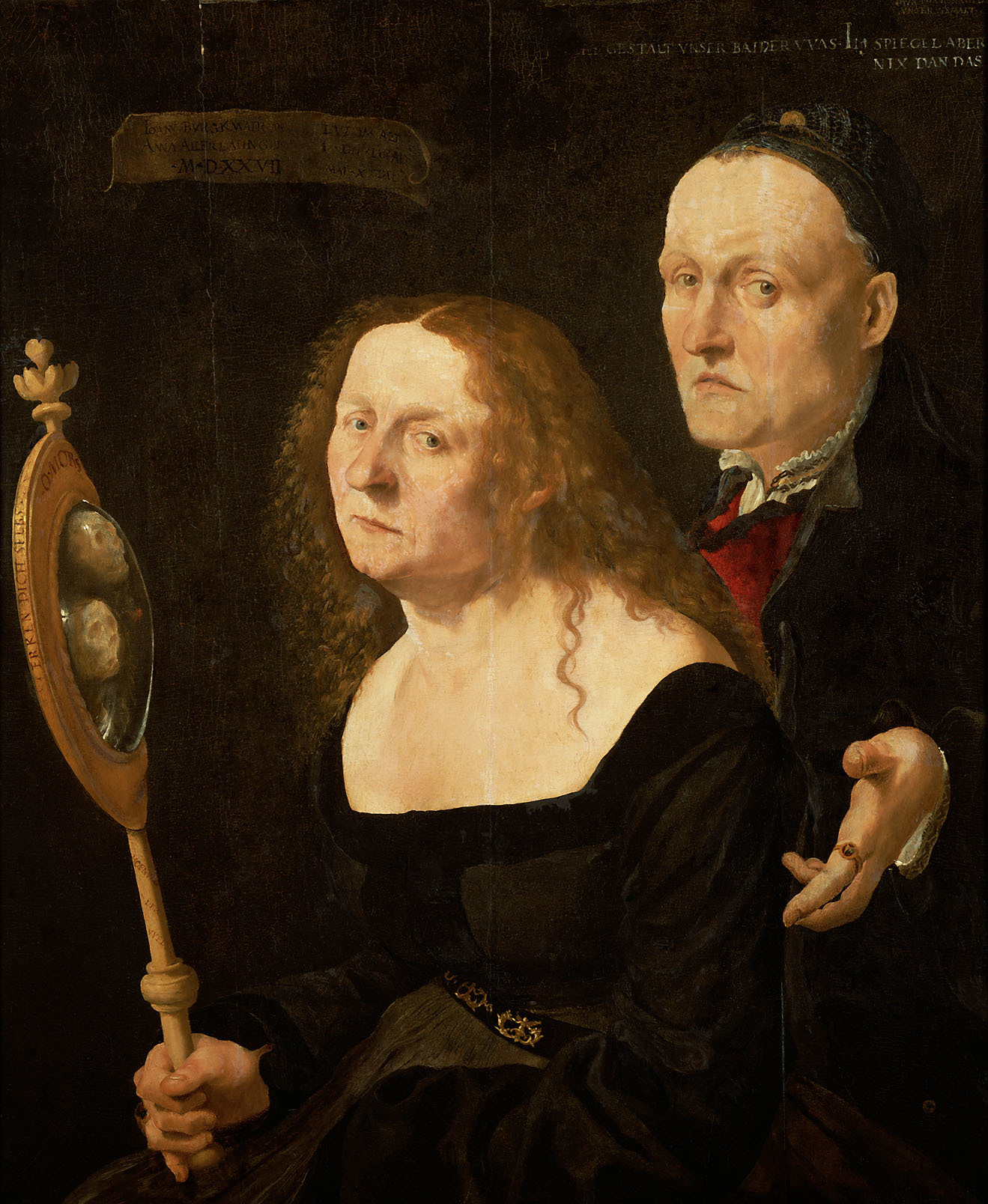
Л. Фуртенагель. Х. Бургкмайр и его жена Анна. 1529. Дерево, масло. Музей истории искусств, Вена

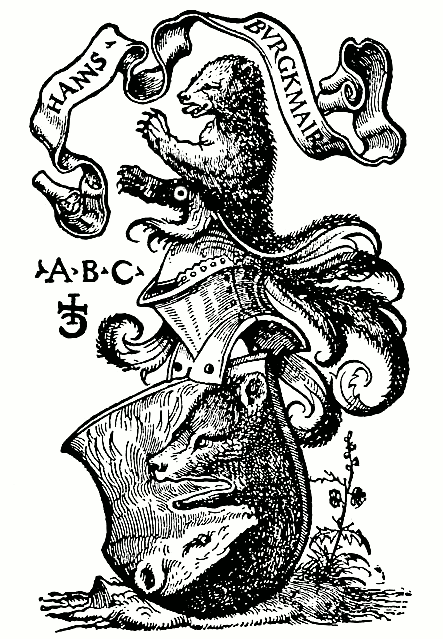
Герб Х. Бургкмайра

В 1503 году Бургкмайр отправился в путешествие по Нижнему Рейну. Не исключено, что в годы странствий он доехал до Кёльна и побывал в Нидерландах. Между 1501 и 1504 годами художник написал три из шести картин для капитула доминиканского монастыря Святой Екатерины в Аугсбурге. Это был ответственный заказ по изображению старейших церквей Рима. Бургкмайр создал три картины — «Базилика Святого Петра» (1501), «Базилика Сан-Джованни-ин-Латерано» (1502) и «Базилика Санта-Кроче» (1504) с изображениями множества фигур и евангельских сцен. Размеры картин превышают 2 х 3,5 м.
В 1505 году он создал алтарный триптих для саксонского курфюрста Фридриха III Мудрого, вероятно, для замковой церкви в Виттенберге.
Около 1507 года художник побывал в Италии, был в Ломбардии и Венеции, где его привлекло творчество Карло Кривелли и Витторе Карпаччо.
В 1508 году он создал свои первые цветные гравюры на дереве с печатью с нескольких досок: кьяроскуро. С тех пор Ханс Бургкмайр в основном выполнял гравюры для императора Максимилиана I при посредничестве Конрада Пойтингера. Немецкий историк искусства Фридрих Вильгельм Гольштейн приписывает Бургкмайру 834 гравюры на дереве, большинство из которых предназначались для книжных иллюстраций. Более сотни — это «однолистные» отпечатки, не предназначенные для книг.
Несмотря на итальянское влияние Бургкмайр прославился в истории западноевропейского искусства тем, что создал совершенно оригинальный стиль и технику многокрасочной гравюры на дереве с нескольких досок. Многие гравюры он выполнял совместно с Хансом Шойфеляйном.
С 1512 по 1518 год он создавал рисунки и выполнял гравюры на дереве серии «Триумфальное шествие императора Максимилиана» (Triumphzug Kaiser Maximilians). Это произведение входило в общую композицию «Триумфальная арка императора Максимилиана I». Гравюры, составляющие «Триумфальное шествие»: 137 деревянных досок общей длиной 54 метра, продолжали выполнять после смерти императора в 1519 году, но работа осталась незавершённой. Было запланировано 210 гравюр размером около 41 × 37 см каждая. Замысел триумфального шествия был разработан Иоганнесом Стабиусом. Большую часть работы выполнил Ханс Бургкмайр. Ему принадлежит почти половина из 135 гравюр «Триумфов Максимилиана». Другими художниками были Альбрехт Альтдорфер, Ханс Шпрингинклее, Леонард Бек, Ханс Шойфеляйн, Вольф Хубер и Альбрехт Дюрер.
Гравюры Бургкмайра имеются в российских музеях, среди них отдельные листы серий «Генеалогия Дома Габсбургов» (1512, 91 лист), «Аллегории добродетелей» (ок. 1510, 7 листов), иллюстрации к сочинениям императора Максимилиана: поэме «Тойерданк» (1517, 14 листов) и «Вейскунинг» (1516, 117 листов).
В 1518 году Ханс Бургкмайр создал алтарь «Иоанн Богослов на Патмосе», который относится к числу выдающихся произведений эпохи Северного Возрождения в Германии. Его приобрёл баварский курфюрст Максимилиан I для своего собрания живописи. На боковых створках представлены фигуры Святого Эразма и Святого Мартина Турского, на центральной — евангелист Иоанн на острове Патмос. Несомненно, на Бургкмайра в этой работе оказали воздействие образы Изенгеймского алтаря Грюневальда. Ныне это произведение хранится в Старой пинакотеке Мюнхена.

## Галерея

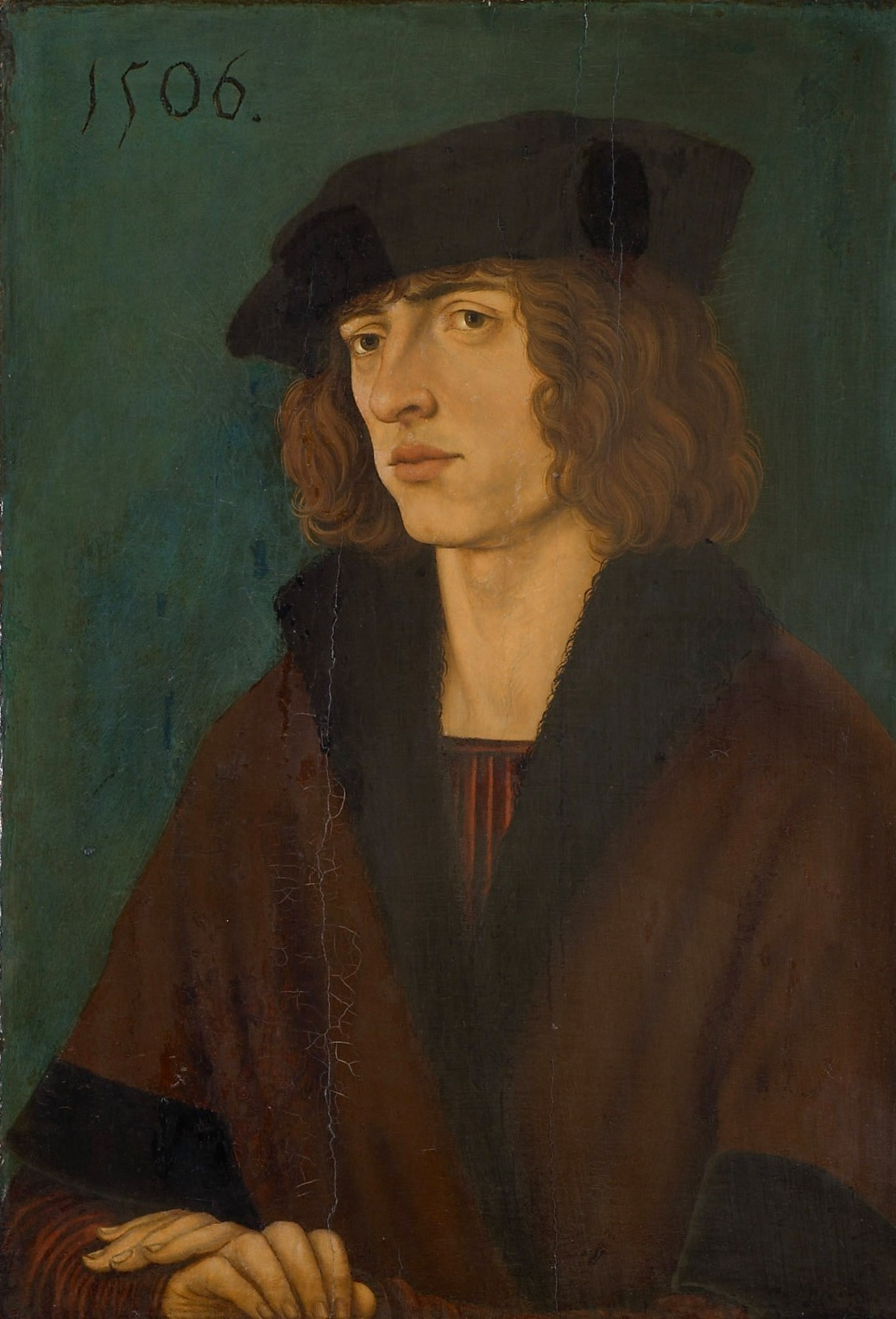
Портрет молодого человека. 1506. Дерево, масло. Музей истории искусств, Вена
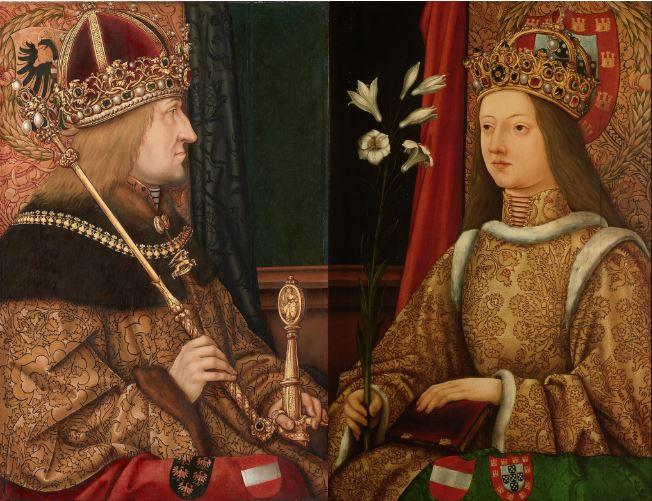
Фредерик III и Элеонора Португальская. 1460-е. Дерево, масло. Музей истории искусств, Вена
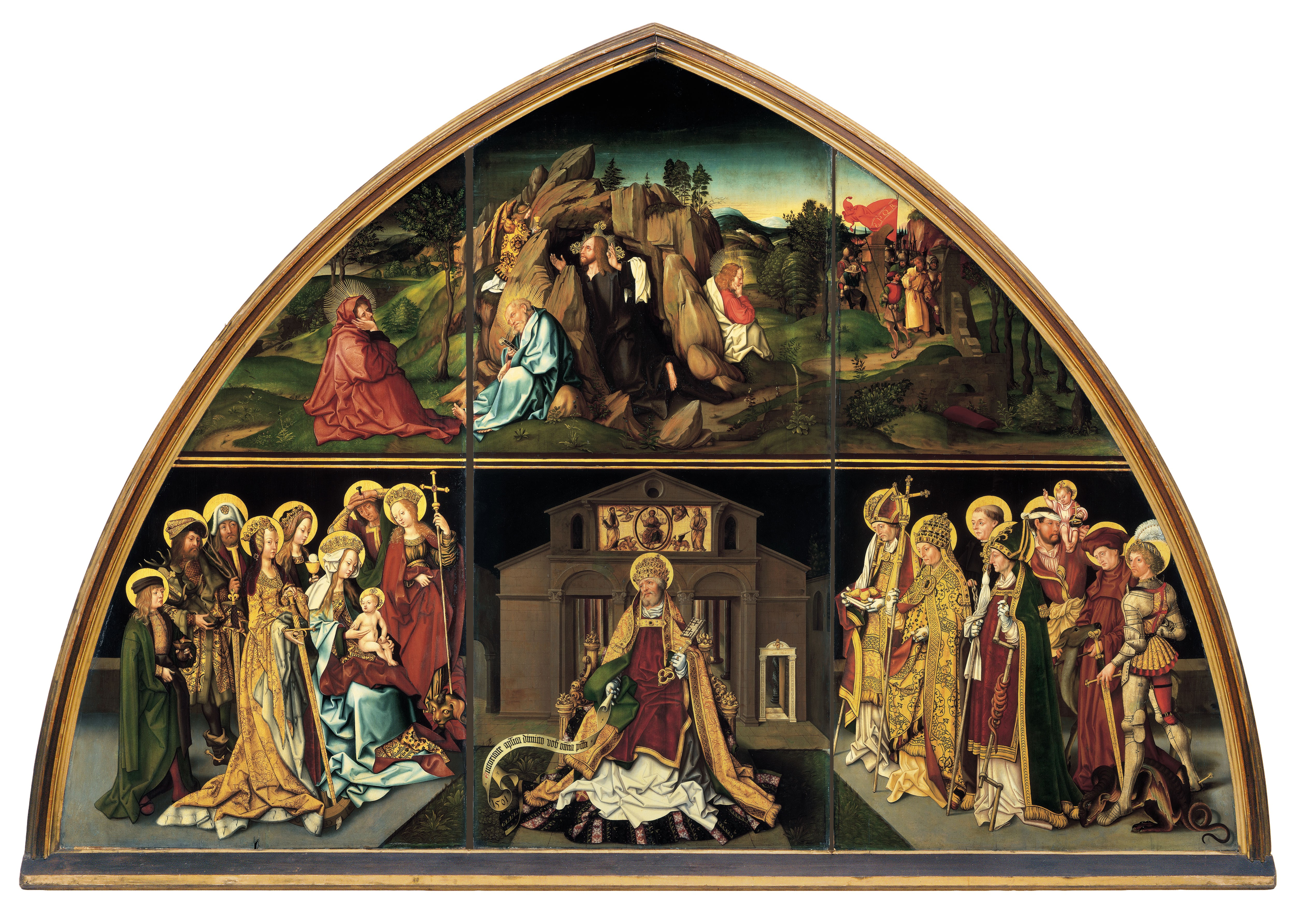
Базилика Святого Петра. 1501. Дерево, масло. Галерея старых германских мастеров, Аугсбург
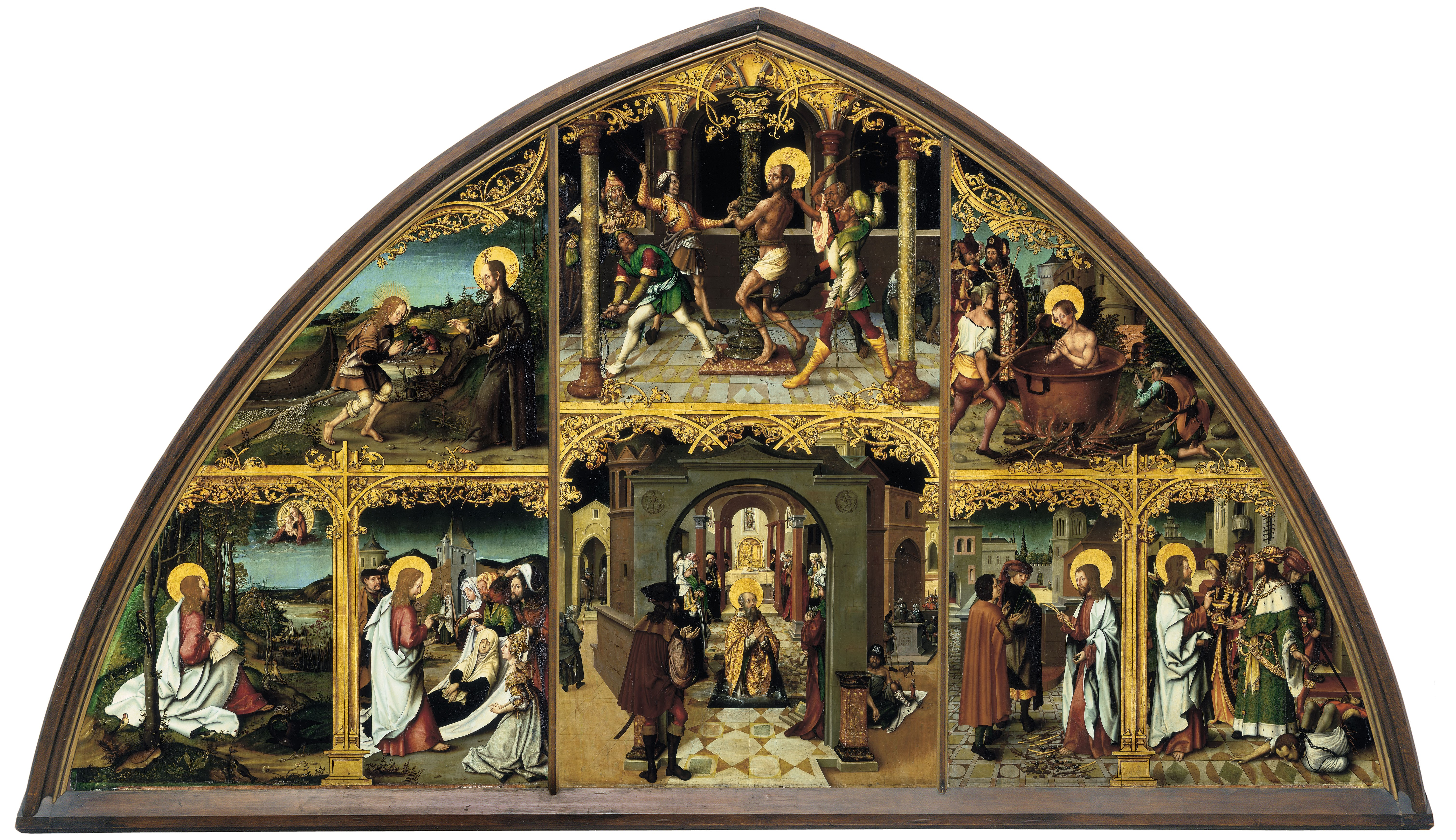
Базилика Сан-Джованни-ин-Латерано. 1502. Дерево, масло. Галерея старых германских мастеров, Аугсбург
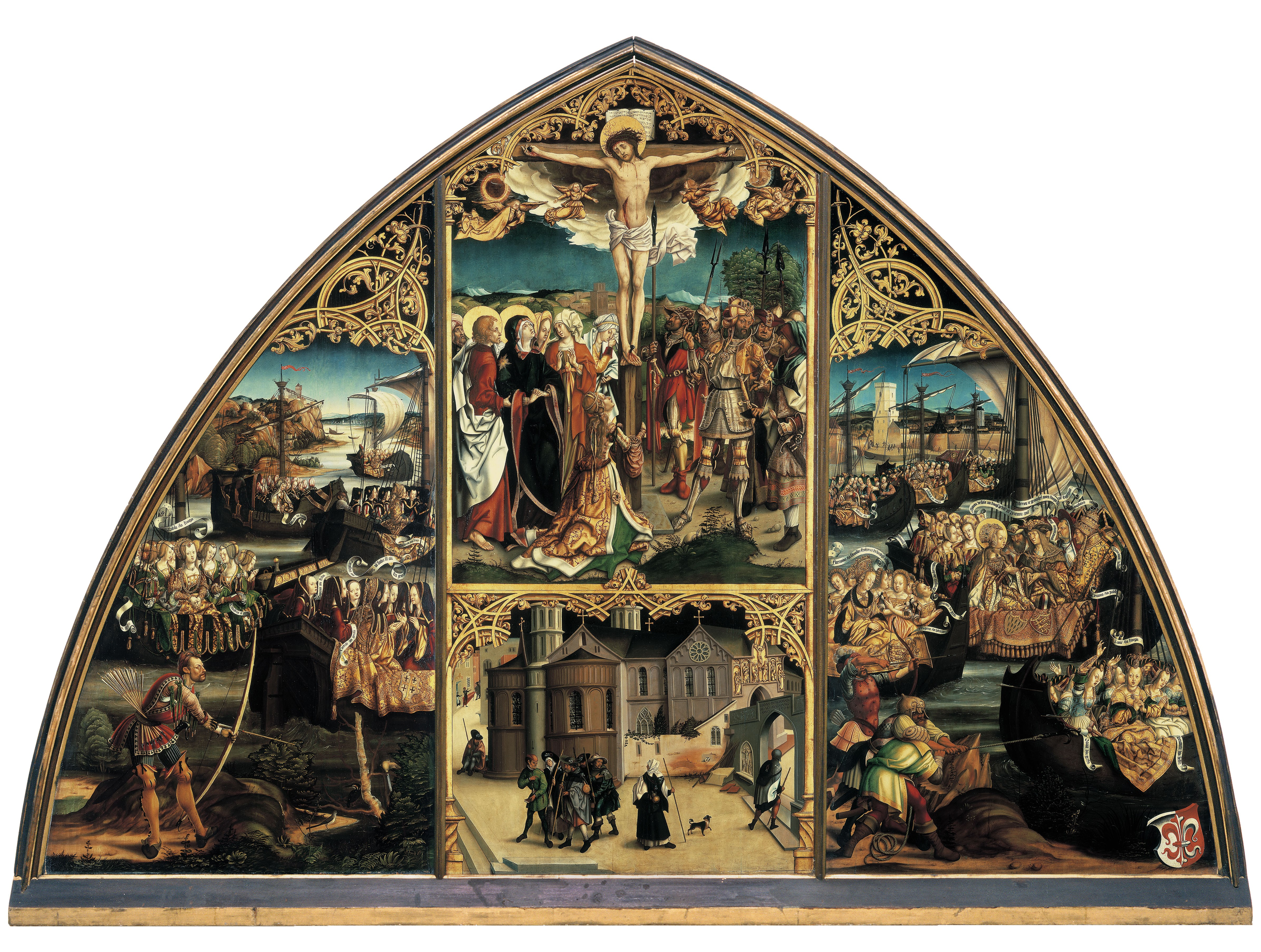
Базилика Санта-Кроче. 1504. Дерево, масло. Галерея старых германских мастеров, Аугсбург
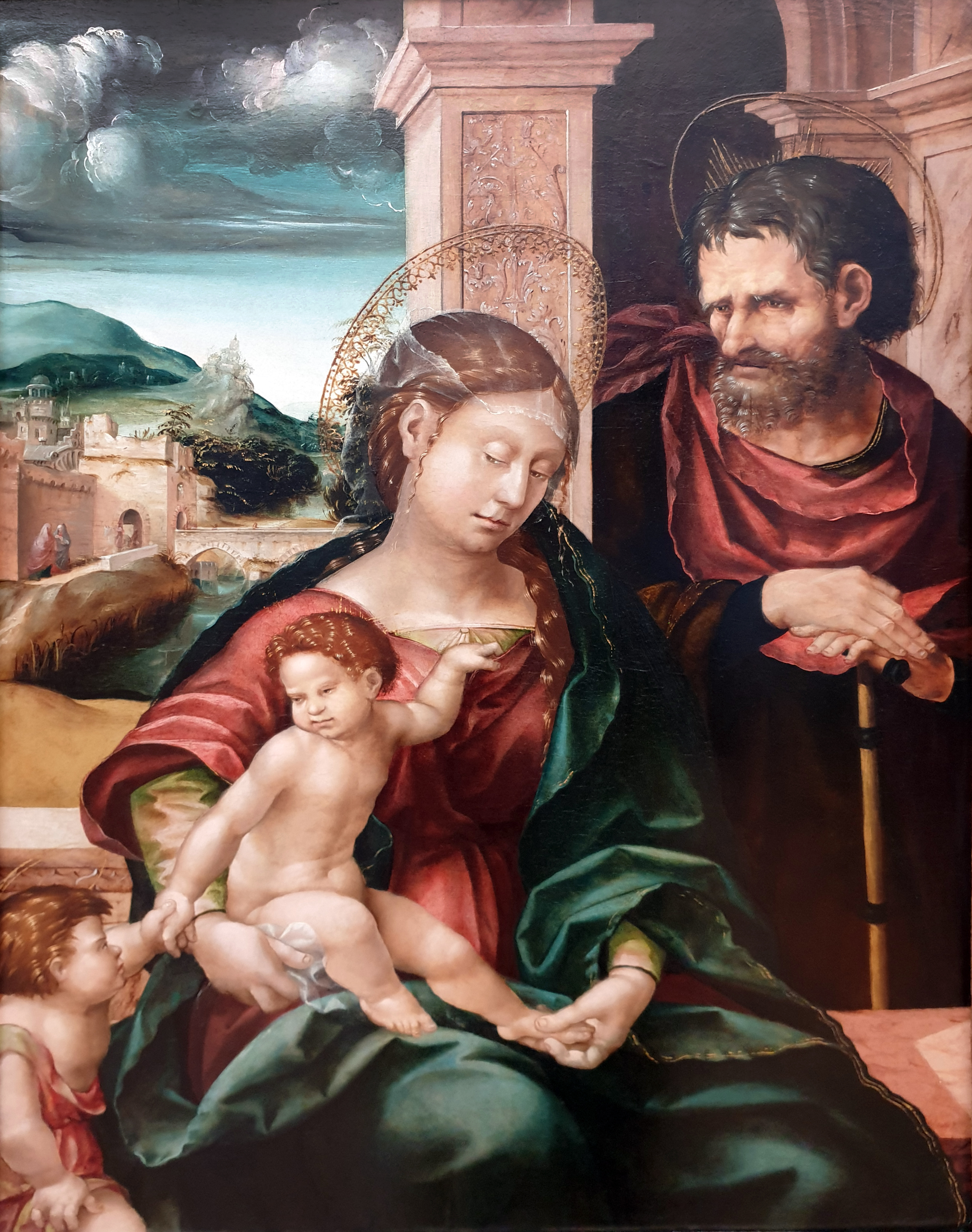
Святое семейство с младенцем Иоанном Крестителем. 1525. Дерево, масло. Берлинская картинная галерея
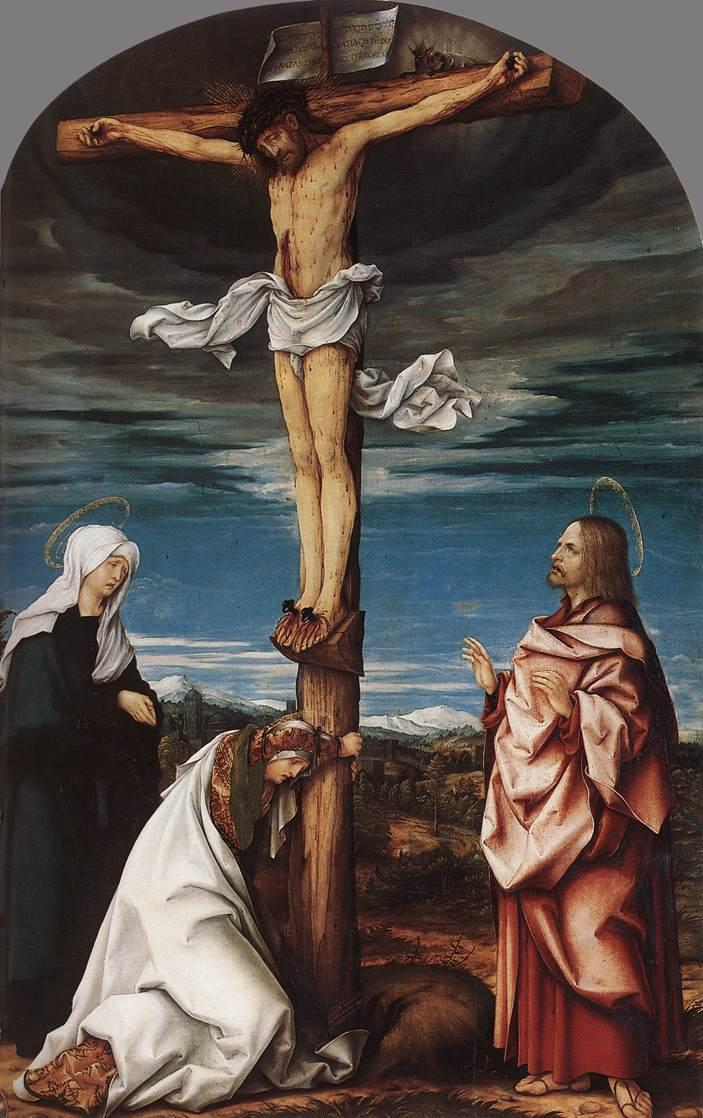
Распятие с Марией, Марией Магдалиной и Иоанном Евангелистом. 1519. Дерево, масло. Старая Пинакотека, Мюнхен
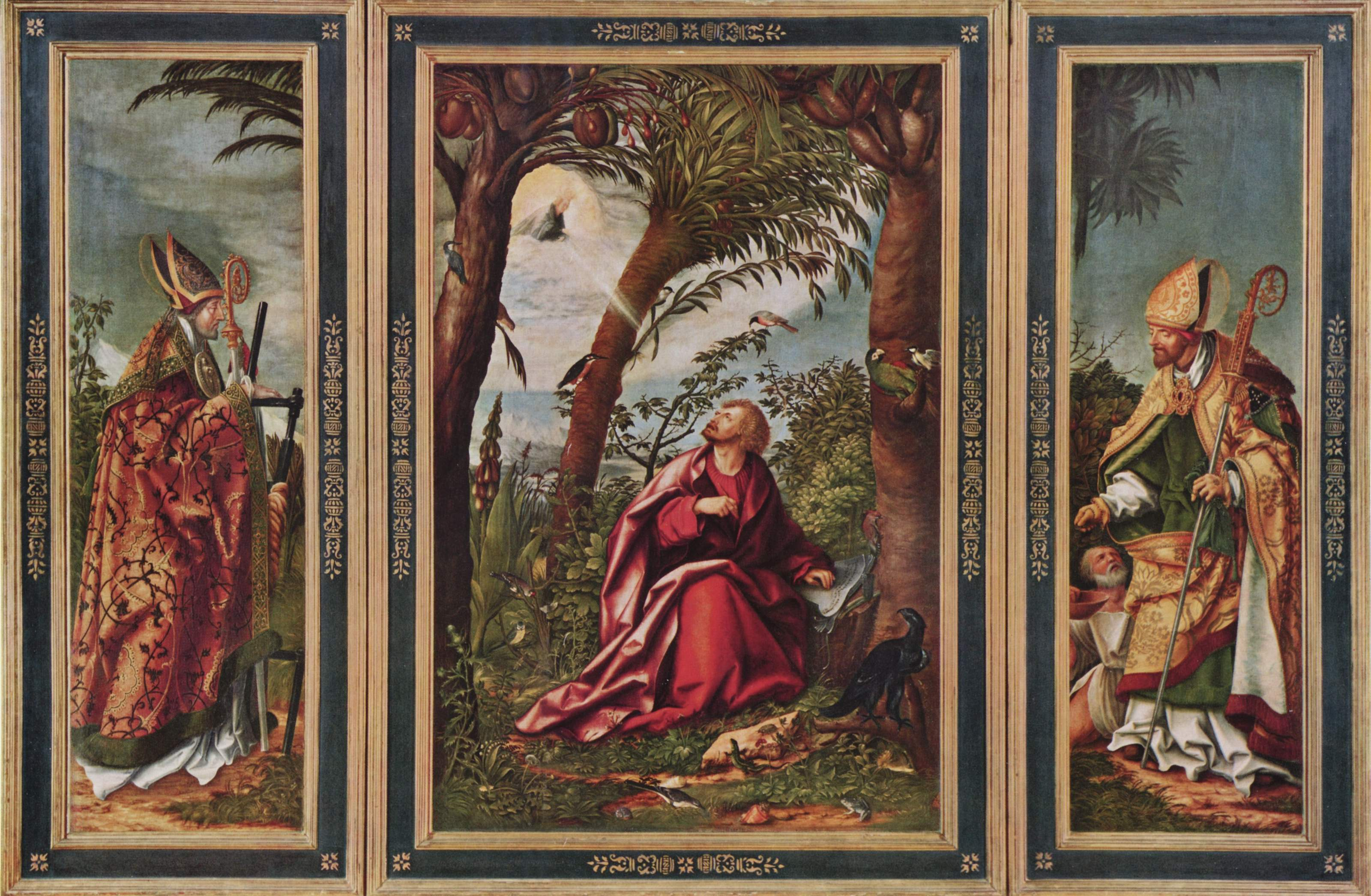
Алтарь Св. Иоанна Евангелиста. Триптих. 1518. Дерево, масло. Сиарая пинакотека, Мюнхен

## Гравюры на дереве

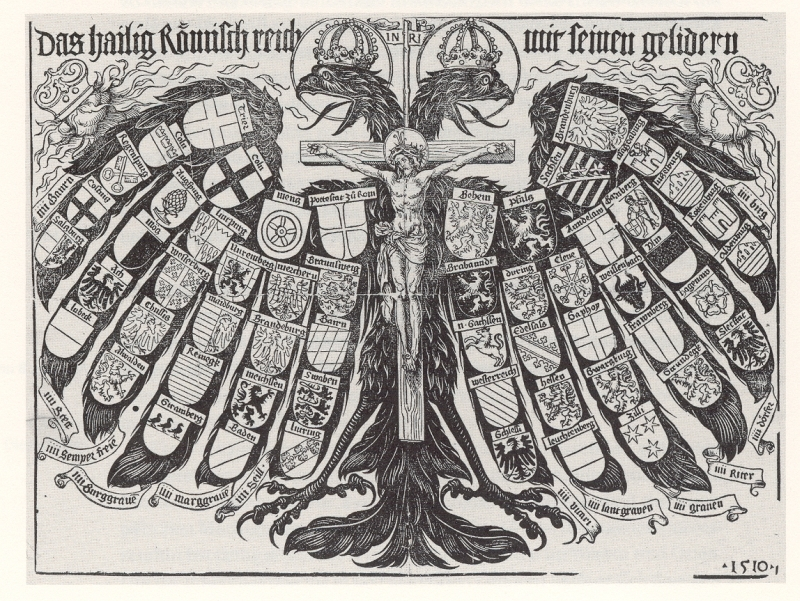
Кватернионный орёл (Герб Священной Римской империи). 1510.
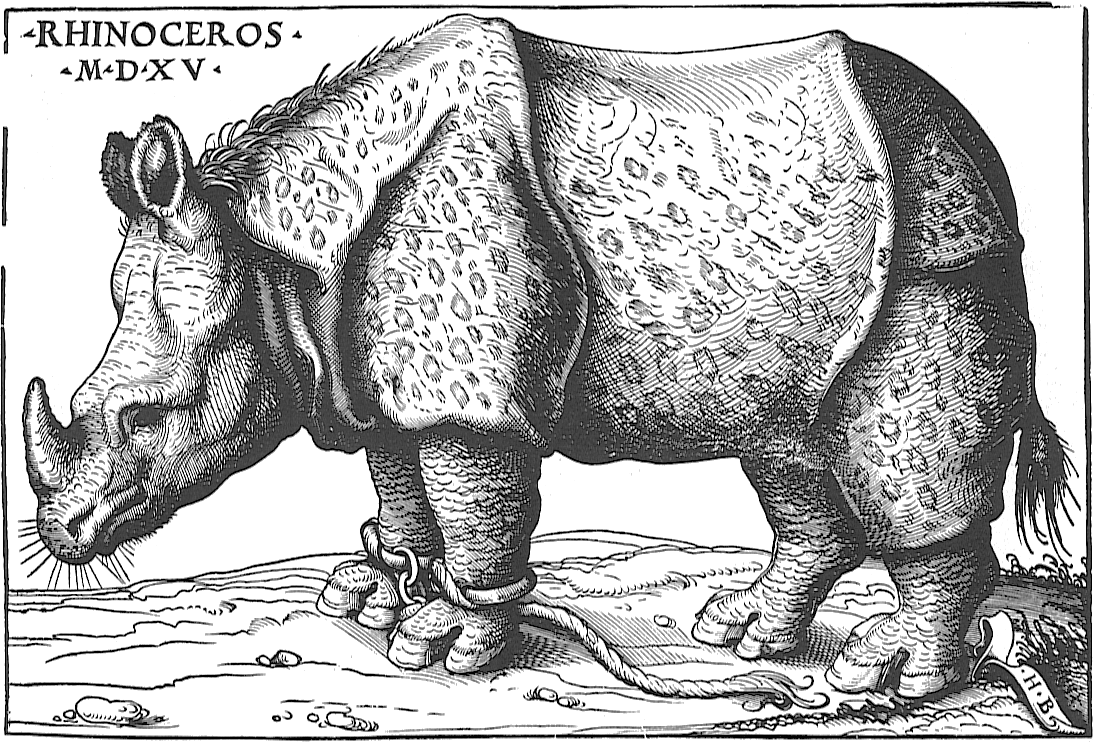
Носорог. По рисунку А. Дюрера. 1515
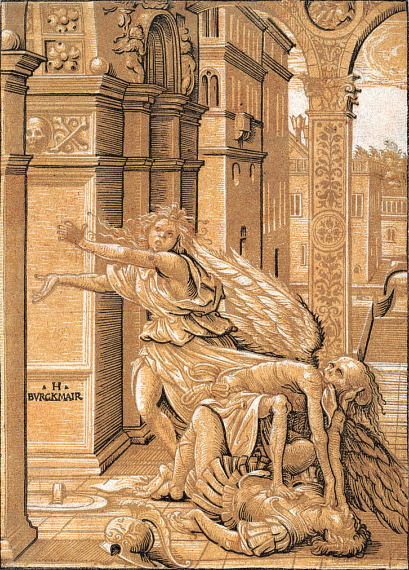
Любовники, застигнутые смертью. Кьяроскуро. 1510
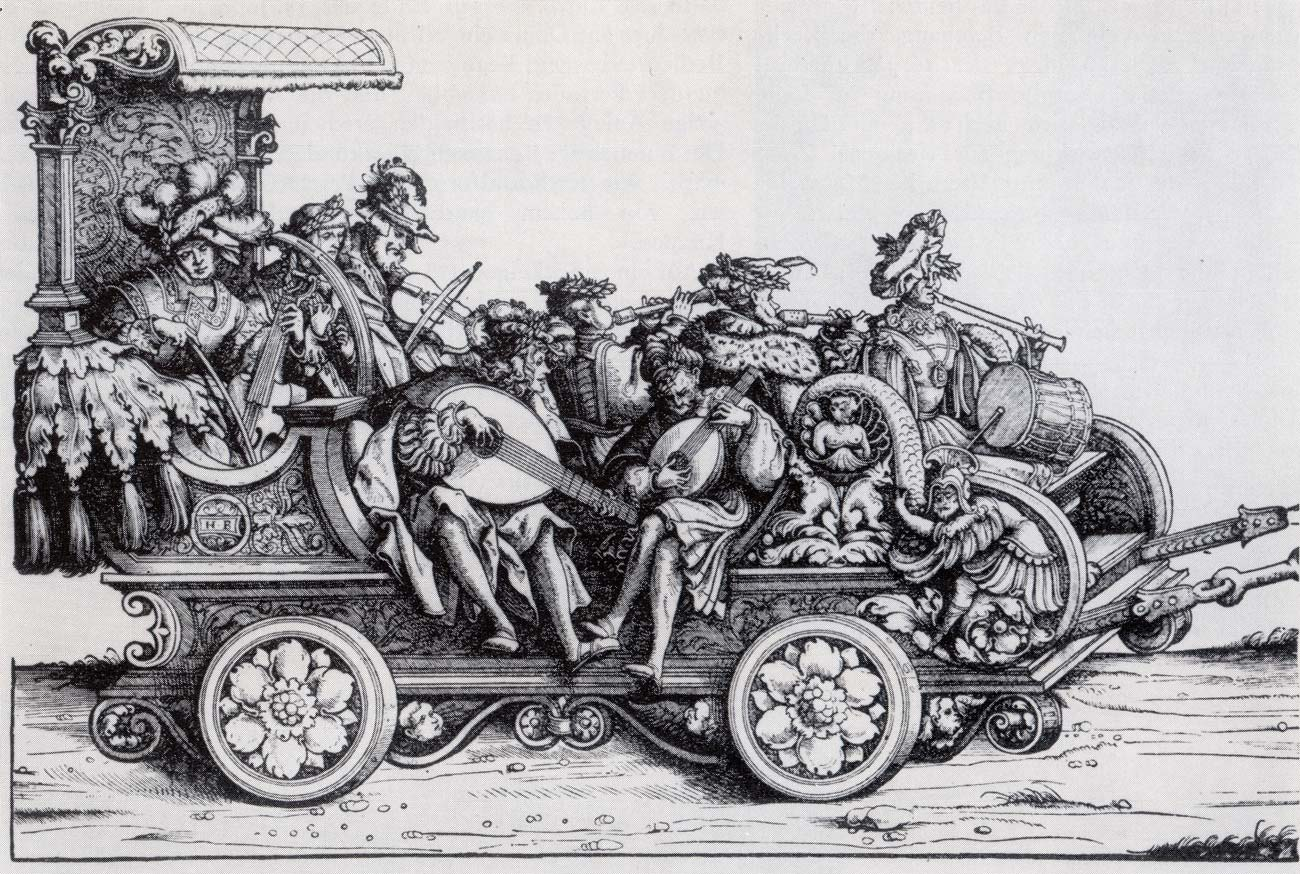
Выступление музыкантов. Ок. 1517
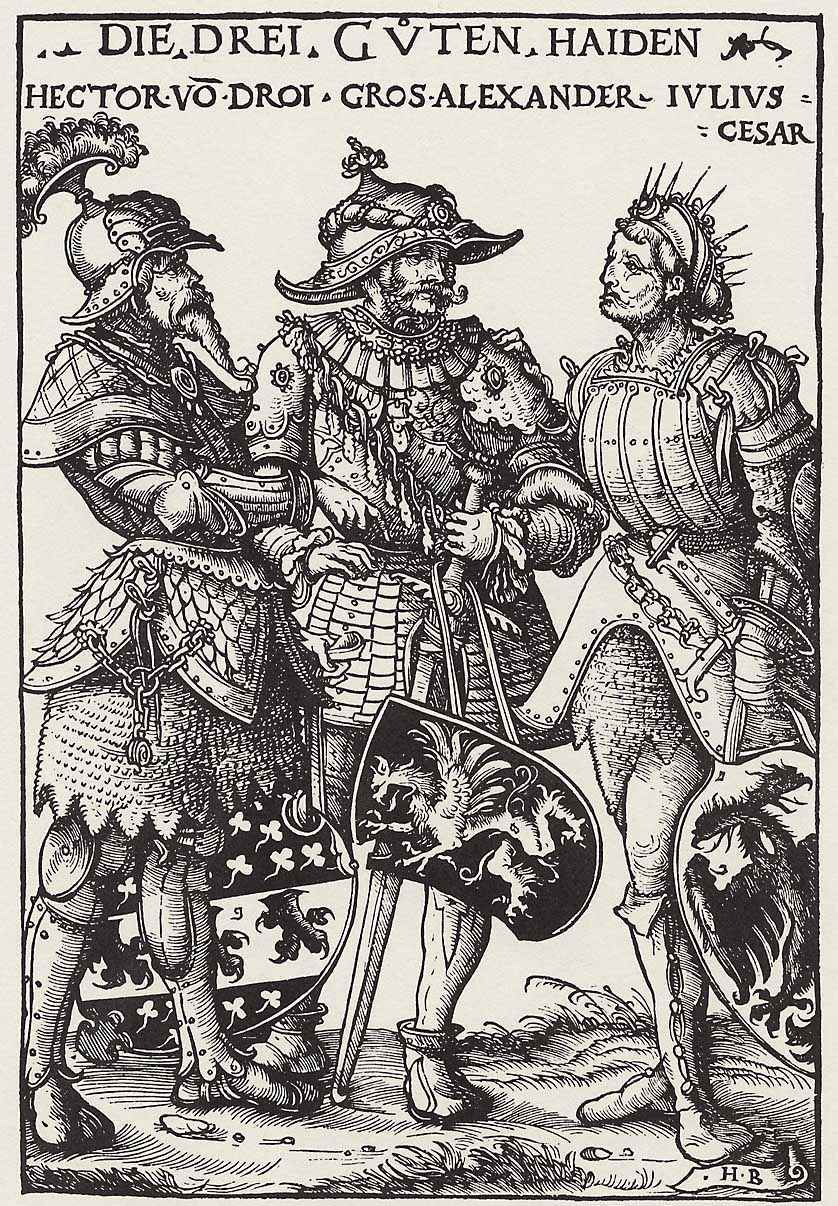
Три языческих героя: Гектор, Александр и Цезарь. 1519
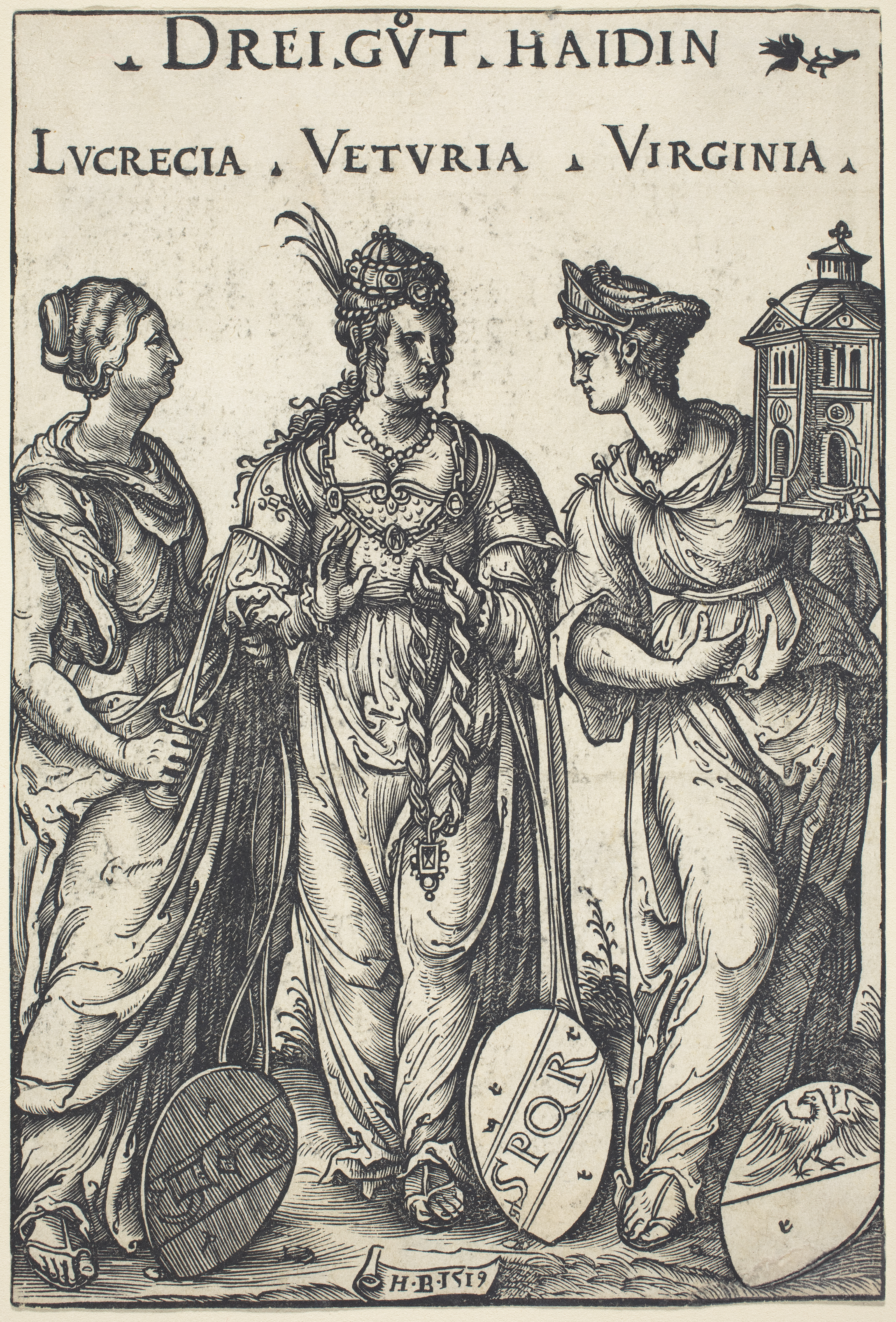
Лукреция, Ветурия и Виргиния. 1516
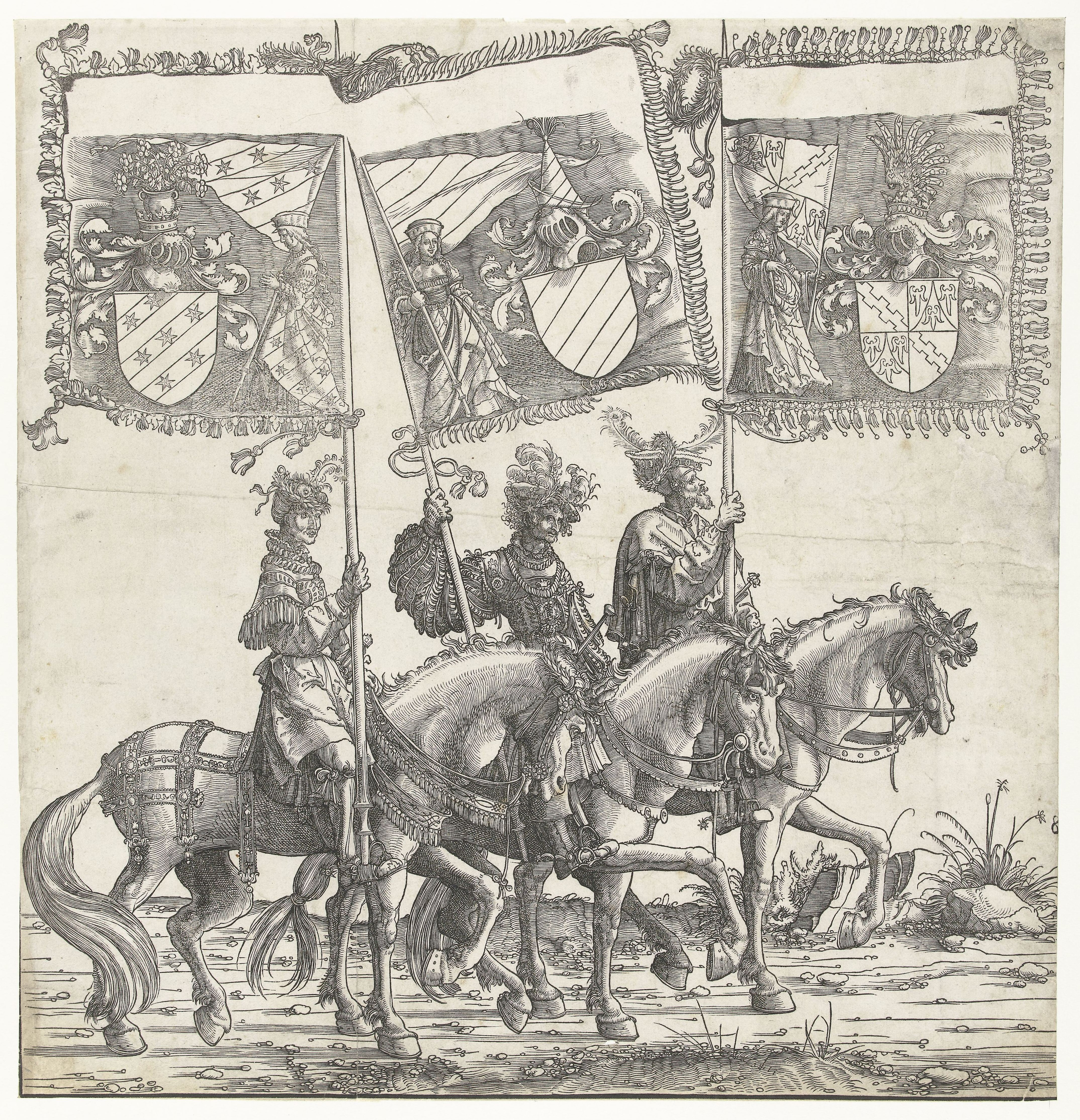
Три герольда. Лист из серии «Триумфальное шествие императора Максимилиана». Ок. 1518
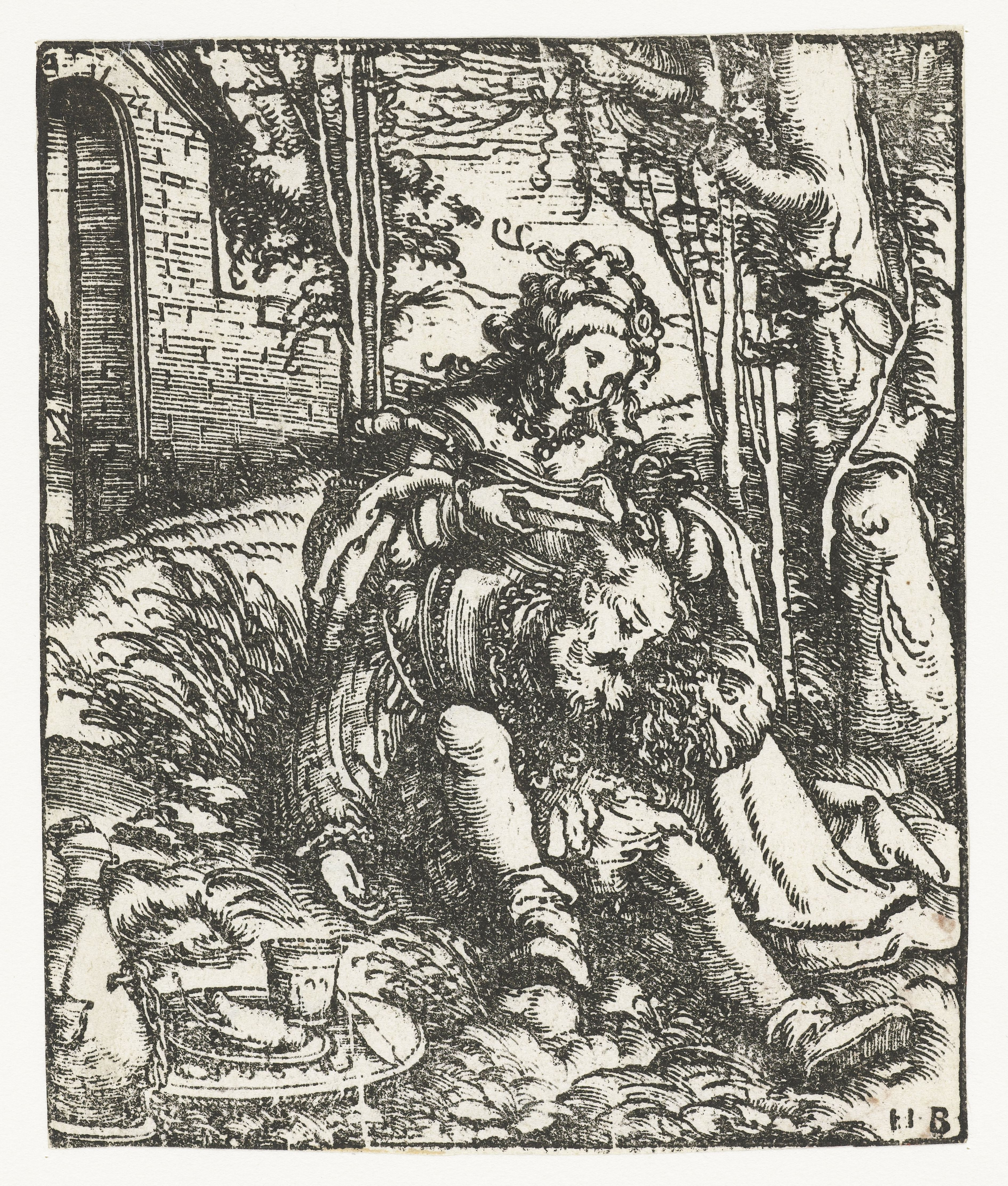
Самсон и Далила. 1510-е
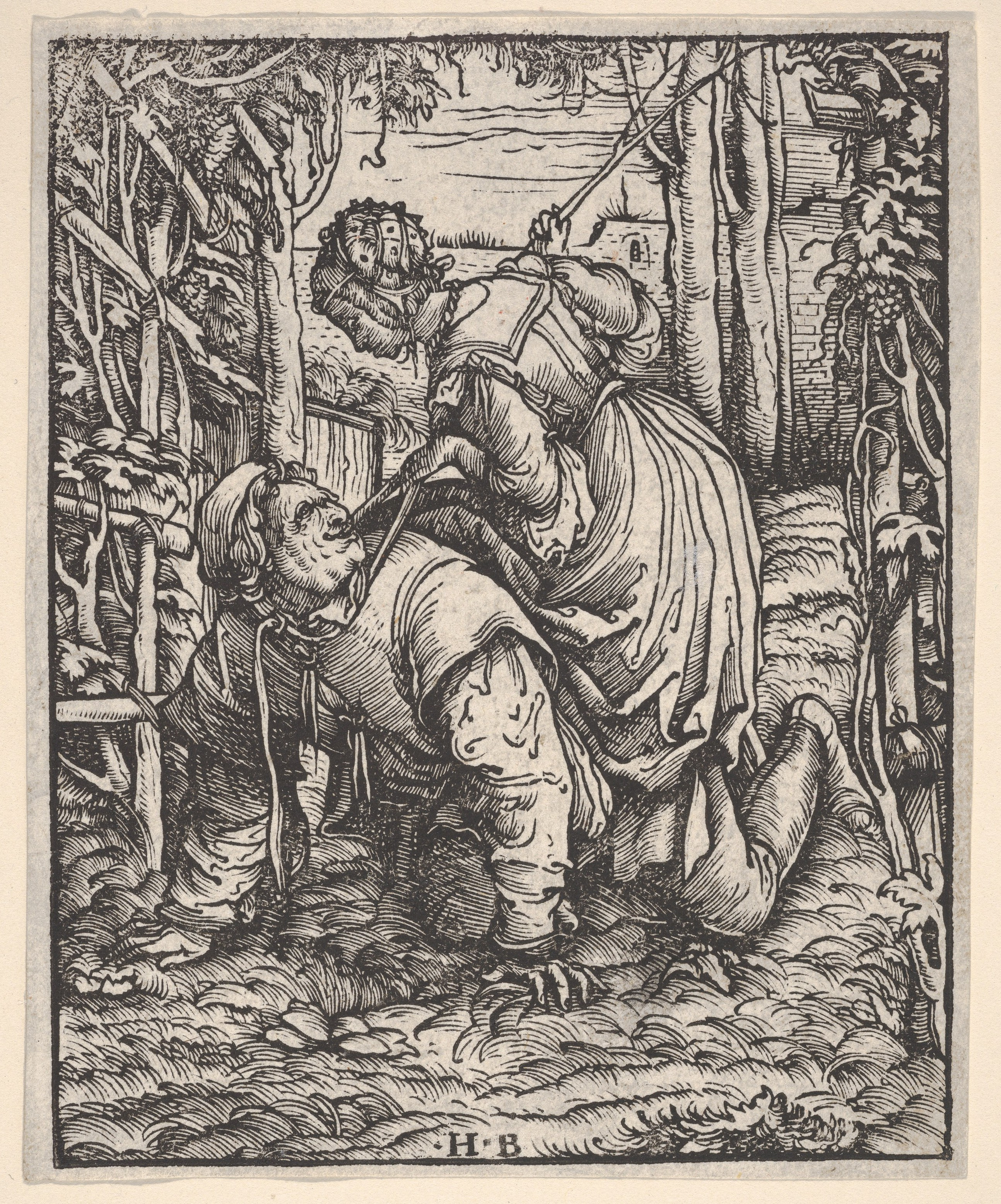
Aристотель и Филис. 1510-е
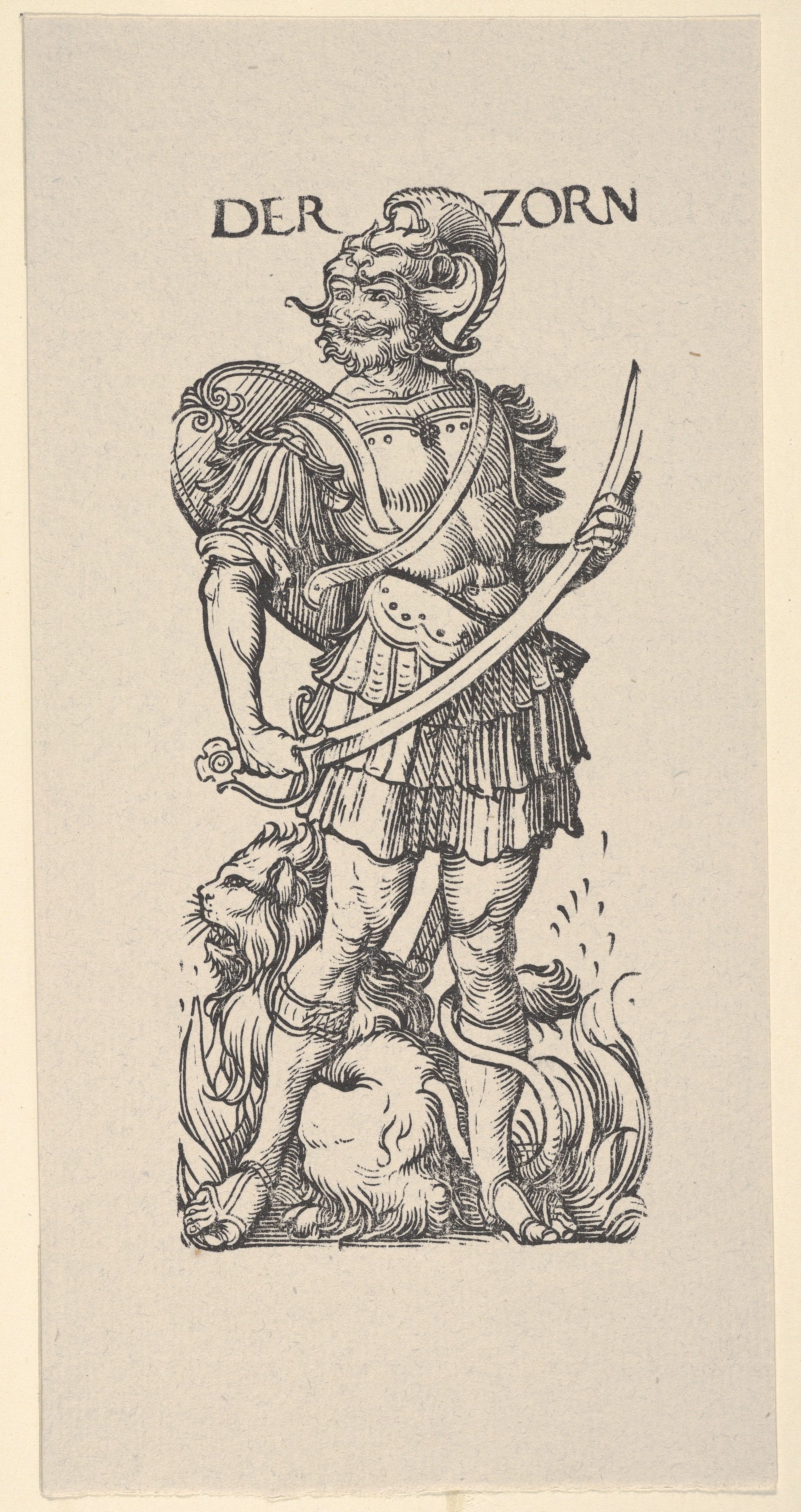
Гнев. Из серии «Семь пороков». Ок. 1510